# Nicolas Le Roux (historien)
Cet article concerne l'historien. Pour le joueur de rugby, voir Nicolas Le Roux (rugby à XV).
Pour les articles homonymes, voir Nicolas Le Roux et Le Roux.
Nicolas Le Roux, né en 1970 à Tours, est un historien français spécialiste des guerres de religions au XVIe siècle, ainsi que des sociétés et cultures nobiliaires. Il est depuis 2021 professeur des universités à Sorbonne Université.

## Biographie

### Formation
Nicolas le Roux est né le 10 janvier 1970 à Tours. Il est admis en 1989 à l'École normale supérieure de Fontenay-Saint-Cloud, et est agrégé d'histoire en 1992. Il soutient en 1997, à l'université du Maine, une thèse de doctorat sur les Courtisans et favoris : l’entourage du prince et les mécanismes du pouvoir dans la France des guerres de Religion, sous la direction de Jean-Marie Constant.

### Carrière
Dès 1998 il est recruté comme maître de conférences à l'université Paris IV, aujourd'hui Faculté des lettres de Sorbonne Université, et soumet en 2006 dans la même université une habilitation à diriger des recherches, Pouvoirs et hommes de pouvoir. Recherches sur la société politique à la Renaissance. Dès 2007, il devient professeur d'histoire moderne à l'université Lumière Lyon II, puis en 2015 à Paris XIII (Sorbonne Paris Nord), avant de revenir en 2021 à Sorbonne Université,.

## Publications
- La Faveur du roi. Mignons et courtisans au temps des derniers Valois (vers 1547-vers 1589), Seyssel, Champ Vallon, coll. « Époques », 2001 (réimpr. 2013 et 2024), 808 p. (ISBN 978-2-87673-907-9, présentation en ligne)
- Le roi, la cour, l’État. De la Renaissance à l'absolutisme, Seyssel, Champ Vallon, coll. « Époques », 2013, 400 p. (ISBN 978-2-87673-874-4)
- Guerres et paix de religion (1559-1598), Paris, Belin, 2014, 217 p. (ISBN 978-2-87673-874-4)
- Le Crépuscule de la chevalerie. Noblesse et guerre au siècle de la Renaissance, Ceyzérieu, Champ Vallon, coll. « Époques », 2015, 416 p. (ISBN 978-2-87673-901-7)
- 1515 - L'invention de la Renaissance, Paris, Armand Colin, 2015, 309 p. (EAN 9782200601317)
- Les guerres de Religion, Paris, Presses universitaires de France, coll. « Que sais-je ? », 2016 (réimpr. 2018 et 2023), 128 p. (EAN 9782715414167)
- Avec Martin Wrede (dir.), Noblesse oblige. Identités et engagements aristocratiques à l'époque moderne, Rennes, Presses universitaires de Rennes, 2017, 200 p. (EAN 9782753552593, lire en ligne)
- Un régicide au nom de Dieu. L'assassinat d'Henri III (1ᵉʳ août 1589), Paris, Gallimard, coll. « Folio histoire », 2018 (1re éd. 2006), 579 p. (EAN 9782072765421, présentation en ligne)
- Portraits d'un royaume. Henri III, la noblesse et la Ligue, Paris, Passés Composés, 2020, 400 p. (ISBN 978-2-3793-3495-5)
- Sous sa direction, Faire de l'histoire moderne, Paris, Garnier, coll. « Rencontres », 2020, 382 p. (ISBN 978-2-406-10691-3)
- Avec Jonathan Dumont, Laure Fagnart et Pierre-Gilles Girault (dir.), La Paix des Dames 1529, Tours, Presses universitaires François-Rabelais, 2021, 382 p. (ISBN 978-2-86906-778-3)
- 1559-1629. Les guerres de Religion, Paris, Gallimard, 2022 (1re éd. 2009), 774 p. (ISBN 2701191939, présentation en ligne)
- Avec Caroline Callard et Tatiana Debbagi Baranova (dir.), Un tragique XVIe siècle. Mélanges offerts à Denis Crouzet, Ceyzérieu, Champ Vallon, coll. « Époques », 2022, 432 p. (ISBN 979-10-267-1100-1)
- (dir.) Les guerres de Religion. Une histoire de l'Europe au XVIe siècle, Paris, Passés Composés, 2023, 408 p. (ISBN 978-2-3793-3415-3)